# Drowned World/Substitute for Love
«Drowned World/Substitute for Love» — песня американской певицы Мадонны с её альбома 1998 года Ray of Light. В августе 1998 года песня выпущена отдельным синглом исключительно в странах Европы и Азии, причём основной прицел был сделан на рынок Великобритании, где сингл сумел попасть в высшую десятку национального чарта.
Именем композиции было названо гастрольное турне Мадонны, состоявшееся в 2001 году.

## Содержание сингла
- «Drowned World/Substitute for Love»
  - Album version (5:09)
  - Radio edit (4:45)
  - BT & Sasha’s Bucklodge Ashram mix (9:29)
  - BT & Sasha’s Bucklodge Ashram edit (4.02)
- «Sky Fits Heaven»
  - Album version (4:47)
  - Sasha’s the Drug Fits Face mix (7:23)
  - Sasha’s The Drug Fits Face mix edit (4:08)
  - Victor Caldererone mix (10:23)
  - Victor Calderone Future mix (10:39)
  - Victor Calderone Remix edit (5:49)

## В записи принимали участие
- Авторы: Анита Керр (Anita Kerr), Дэвид Коллинз (David Collins), Мадонна, Род МакКуин (Rod McKuen) и Уильям Орбит.
- Продюсеры: Мадонна и Уильям Орбит.
- Художественное оформление/Дизайн: Кевин Риган (Kevin Reagan).
- Фотограф: Ранкин (Rankin).

## Видео
Видеоклип на песню был снят Уолтером Стерном (Walter Stern) в Лондоне в июне 1998 года. Основное действие происходит внутри знаменитой гостиницы «Савой», а также рядом с ней. По сюжету Мадонна скрывается от преследующих её папарацци, что многим напомнило историю трагической гибели принцессы Дианы, случившуюся годом ранее.
Премьера видео в Европе состоялось 25 июля 1998 года, при этом оно оставалось недоступным для просмотра в Северной Америке вплоть до издания на DVD видеоколлекции певицы Video Collection 93:99.

## Чарты
| Чарт (1998)                   | Место |
| ----------------------------- | ----- |
| Australian ARIA Singles Chart | 16    |
| Austrian Singles Chart        | 34    |
| Canadian Singles Chart        | 18    |
| Dutch Singles Chart           | 43    |
| French Singles Chart          | 42    |
| German Singles Chart          | 39    |
| Italian Singles Chart         | 5     |
| Japanese Oricon Singles Chart | 10    |
| New Zealand Singles Chart     | 21    |
| Spanish Singles Chart         | 1     |
| Swedish Singles Chart         | 41    |
| Swiss Singles Chart           | 31    |
| UK Singles Chart              | 10    |

| Чарт (1998)                          | Место |
| ------------------------------------ | ----- |
| U.S. Billboard Hot Dance Club Play 1 | 41    |